# Championnats d'Afrique de lutte 2020
Navigation
Hammamet 2019 El Jadida 2022
Les championnats d'Afrique de lutte 2020 se déroulent du 4 au 9 février 2020 à Alger, en Algérie.

## Calendrier
| Épreuve↓/Date →     | Mar 4 | Mer 5 | Jeu 6 | Ven 7 | Sam 8 | Dim 9 |
| ------------------- | ----- | ----- | ----- | ----- | ----- | ----- |
| Cadets              |       |       |       |       |       |       |
| Lutte féminine      | x     | x     |       |       |       |       |
| Lutte gréco-romaine | x     | x     |       |       |       |       |
| Lutte libre         | x     | x     |       |       |       |       |
| Juniors             |       |       |       |       |       |       |
| Lutte féminine      |       |       | x     | x     |       |       |
| Lutte gréco-romaine |       |       | x     | x     |       |       |
| Lutte libre         |       |       | x     | x     |       |       |
| Seniors             |       |       |       |       |       |       |
| Lutte féminine      |       |       |       |       | x     | x     |
| Lutte gréco-romaine |       |       |       |       | x     | x     |
| Lutte libre         |       |       |       |       | x     | x     |

## Podiums seniors

### Hommes

#### Lutte libre
| Catégories | Or                    | Argent                         | Bronze                                |
| ---------- | --------------------- | ------------------------------ | ------------------------------------- |
| 57 kg      | Abdelhak Kherbache    | Diamantino Iuna Fafé           | Gamal Mohamed Jakobo Tanki Tau        |
| 61 kg      | Abdelghani Benatallah | Yousef Mohamed Yousef Eissa    | Chakir Ansari                         |
| 65 kg      | Mbunde Cumba Mbali    | Amas Daniel                    | Fathi Ismail Amar Laissaioui          |
| 70 kg      | Haithem Dakhlaoui     | Ahmed Mohamed Elsayed Elmadboh | Ibrahim Mokhtari                      |
| 74 kg      | Ogbonna John          | Ishak Boukhors                 | Maher Ghanmi Amr Reda Hussen          |
| 79 kg      | Ayoub Barraj          | Saifeldin Elkoumy              | Mohammed Boudraa                      |
| 86 kg      | Khaled El-Moatamadawi | Roman Manitra Raharison        | Fateh Benferdjallah Ekerekeme Agiomor |
| 92 kg      | Mohammed Fardj        | Imed Kaddidi                   | Mohamed Abdalla                       |
| 97 kg      | Mohamed Saadaoui      | Martin Erasmus                 | Soso Tamarau Francisco Nkunga Ngonda  |
| 125 kg     | Diaaeldin Kamal       | Djahid Berrahal                | Johannes Jacobus Kriel                |

#### Lutte gréco-romaine
| Catégories | Or                       | Argent             | Bronze             |
| ---------- | ------------------------ | ------------------ | ------------------ |
| 55 kg      | Abdelkarim Fergat        | Romio Goliath      | Youssef Thabet     |
| 60 kg      | Haithem Mahmoud          | Abdennour Laouni   | Abderrazak Rouinbi |
| 63 kg      | Abdeldjebar Djebbari     | Mostafa Mohamed    | Hamed Tchoufon     |
| 67 kg      | Mohamed Ibrahim El-Sayed | Ishak Ghaiou       | Radhwen Tarhouni   |
| 72 kg      | Lamjed Maafi             | Mohamed Abouhalima | Tarek Benaissa     |
| 77 kg      | Abdelkrim Ouakali        | Wael Abdelrahman   | Mohamed Landolsi   |
| 82 kg      | Chawki Doulache          | Ghaith Hannachi    | Mohamed Selim      |
| 87 kg      | Bachir Sid Azara         | Mohamed Metwally   | Mohamed Faiq       |
| 97 kg      | Adem Boudjemline         | Haikel Achouri     | Noureldin Hassan   |
| 130 kg     | Abdellatif Mohamed       | Amine Guennichi    | Hichem Kouchit     |

### Femmes

#### Lutte féminine
| Catégories | Or                 | Argent             | Bronze                         |
| ---------- | ------------------ | ------------------ | ------------------------------ |
| 50 kg      | Nada Mohamed       | Sarra Hamdi        | Ibtissem Doudou Fatiha Sahmani |
| 53 kg      | Joseph Essombe     | Bose Samuel        | Kholod Ahmed                   |
| 55 kg      | Esther Kolawole    | Dorssaf Gharssi    | Faten Ahmed                    |
| 57 kg      | Odunayo Adekuoroye | Eman Ebrahim       | Siwar Bousetta                 |
| 59 kg      | Bisola Makanjuola  | Fatma Elkeliny     | Khouloud El Ouni               |
| 62 kg      | Marwa Amri         | Aminat Adeniyi     | Berthe Etane Ngolle            |
| 65 kg      | Hannah Rueben      | Amel Hammiche      | Lilia Mejri                    |
| 68 kg      | Blessing Oborududu | Anta Sambou        | Rihem Ayari                    |
| 72 kg      | Zaineb Sghaier     | Sunmisola Balogun  | Eman Mohamed                   |
| 76 kg      | Samar Amer         | Blessing Onyebuchi | Yvette Zié                     |